# France 3 Régions
France 3 Régions est le programme national diffusé lors des périodes dévolues aux décrochages régionaux de France 3. Créé le 16 décembre 1996 à l'occasion du lancement du bouquet TPS, il s'est appelé France 3 Sat jusqu'au 6 décembre 2012.

## Introduction et technique
France 3 Régions diffuse des programmes exclusifs (Dans le rétro, Le journal des talents…) ou produits par les stations régionales, des journaux d'information spécifiques. Lorsqu'il n'est pas utile de programmer une émission spécifique au satellite[pas clair], comme lors du Téléthon 2006 en direct des régions le 9 décembre 2006, lors de la diffusion de Télé la question ou de C'est mieux le matin, ou encore d'émissions consacrées aux élections locales, la version nationale injecte le programme fabriqué par France 3 Paris Île-de-France, qui n'a plus besoin de décrocher, puisque techniquement les stations régionales remplacent le signal de France 3 National par leur propre programme.
France 3 Régions assure également l'alimentation quotidienne 365 jours/an de sujets vidéo consultables en ligne sur le site web regions.france3.fr.

## Identité visuelle
Le 29 janvier 2018, France 3 dévoile les nouveaux logos de ses chaines régionales et locales, qui ont été mises à l'antenne depuis le 29 janvier 2018. 

Logos
Logo de FR3 du 6 janvier 1975 au 6 mai 1986
Logo de FR3 du 6 mai 1986 au 20 décembre 1987
Logo de FR3 du 21 décembre 1987 au 5 novembre 1990
Logo de FR3 du 5 novembre 1990 au 7 septembre 1992 réalisé par Publicis
Logo de France 3 du 7 septembre 1992 au 6 janvier 2002
Logo de France 3 Sat du 7 janvier 2002 au 7 avril 2008.
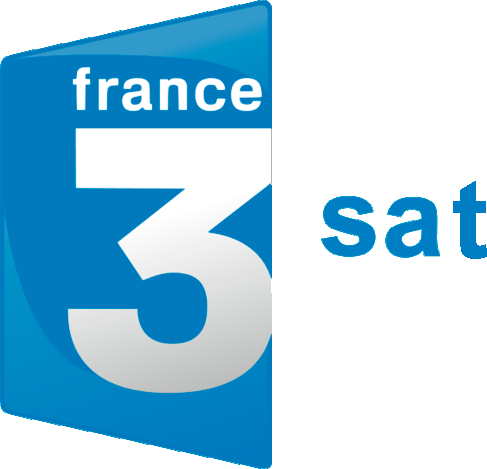
Logo de France 3 Sat du 7 avril 2008 au 6 décembre 2012.
Logo de France 3 Régions du 6 décembre 2012 au 28 janvier 2018.
Logo de France 3 Régions depuis le 29 janvier 2018.
Logo alternatif de France 3 Régions depuis le 29 janvier 2018.
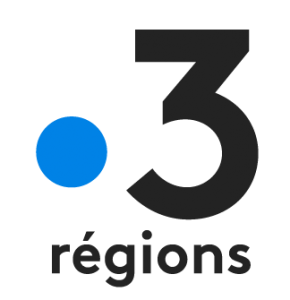
Logo de France 3 Régions sur le site web (depuis le 29 janvier 2018) et l’application (depuis le 22 juillet 2018).

## Journaux
Réalisés depuis les locaux de France 3 Régions dans le quartier de Vaise dans le 9e arrondissement de Lyon, les journaux consistent en un programme présenté en semaine et un tout images le week-end. Il est composé des reportages réalisés par les stations régionales, appelé Le journal des journaux, puis Édition des régions devenu Édition Toutes Régions.
Aujourd'hui, cette unité produit les journaux : Éditions Toutes régions et en tout images : Dans le rétro, Hors la ville et Le journal des talents. Lors de l'émission 18.30, la chaîne diffuse un programme nommé Le journal des solutions. Le format de ces éditions d’information varie de 7 à 26 minutes selon leur thème et leur diffusion dans la grille des programmes.  
Toutes ces éditions ont une ligne éditoriale bien définie :
- pour les Éditions toutes régions et les Hors la ville, l'objectif est de traiter les faits marquants de la journée, les évènements susceptibles d’intéresser tous les français.
- Le journal des talents (et Le journal des solutions) met en lumière les initiatives individuelles ou collectives, les expérimentations en ville, à la campagne, dans les quartiers qui améliorent le quotidien.
- Dans le rétro revient sur des faits de l'histoire plus ou moins connus.

Jusqu'au 15 septembre 2003, date de lancement de l'habillage avec la barre noire permanente, le logo de France 3 pendant les journaux du satellite était accompagné d'une incrustation « SAT ». 

## Diffusion
Avant le 16 décembre 1996, toutes les chaînes nationales (TF1, France 2, Canal+, La Cinquième, M6 et Arte) étaient disponibles par satellite en analogique clair, à l'exception notable de France 3, puisque pendant les programmes régionaux aucune émission commercialement proposable aux téléspectateurs n'était disponible sur le signal national : entre 1993 et 1996, il s'agissait d'un générique de décrochage tournant en boucle pendant toute la durée de décrochage, et avant 1993 un panneau FR3 (jusqu'au 7 septembre 1992) ou France 3 avec le son de France Info.
Voici les principaux moyens de retrouver le programme :
- En numérique crypté sur le satellite Astra dans le cadre du bouquet Canalsat France, depuis septembre 2000
- En numérique crypté sur le satellite Hot Bird dans le cadre de l'ancien bouquet TPS
- En numérique clair sur le satellite Atlantic Bird 3, fréquence 11591 MHz, SR 20000, FEC 3/4.
- En analogique clair sur le satellite Atlantic Bird 3, fréquence 12732 MHz.
- Sur quelques réseaux câblés, entre autres les réseaux Numericable non couverts par la TNT
- Par les bouquets ADSL Freebox, Neuf
- Sur le site et application france.tv
- Sur des sites web et applications mobiles de télévision diffusant la chaîne

À l'exception de la fréquence numérique claire 11591 MHz du satellite Atlantic Bird 3 qui fournit le signal TNT aux émetteurs terrestres TDF, et de la fréquence analogique claire 12732 MHz, dans ses autres modes d'émissions, France 3 Régions a commencé sa diffusion régulière en format 16/9 le 15 décembre 2008, devançant donc la version TNT.

### Pôles de gouvernance et antennes régionales
De 1992 à 2010, France 3 comptait treize directions régionales et douze centres dits « excentrés ». Regroupées souvent deux par deux, les régions avaient chacune une rédaction régionale et également plusieurs rédactions locales chargées de mini-journaux locaux. Depuis le 4 janvier 2010, une nouvelle organisation de France 3 a été mise en place dans le cadre de la réforme de France Télévisions comme entreprise unique. L’un des changements majeurs pour France 3 est la suppression de ses 13 directions régionales remplacées par quatre pôles de gouvernance (Nord-Est, Nord-Ouest, Sud-Ouest et Sud-Est) localisés dans quatre grandes villes de France (Strasbourg, Rennes, Bordeaux et Marseille). Les régions sont redécoupées en 24 antennes dites de proximité. 
| Pôle de gouvernance | Logo | Antenne de proximité | Date de création  |
| ------------------- | ---- | --- | ----------------- |
| Sud-Est             |      | France 3 Alpes Antenne métropolitaine de proximité de France Télévisions émettant en région Auvergne-Rhône-Alpes sur les départements de l'Isère, de la Savoie et de la Haute-Savoie.                                                                            | 6 février 1968    |
| Nord-Est            |      | France 3 Alsace Antenne métropolitaine de proximité de France Télévisions émettant dans une partie de la région Grand Est, dans les départements alsaciens du Haut-Rhin et du Bas-Rhin.                                                                          | 15 octobre 1953   |
| Sud-Ouest           |      | France 3 Aquitaine Antenne métropolitaine de proximité de France Télévisions émettant en région Nouvelle-Aquitaine sur les départements de la Dordogne, de la Gironde, des Landes, de Lot-et-Garonne et des Pyrénées-Atlantiques.                                | 1962              |
| Sud-Est             |      | France 3 Auvergne Antenne métropolitaine de proximité de France Télévisions émettant en Auvergne. | 17 septembre 1964 |
| Nord-Est            |      | France 3 Bourgogne Antenne métropolitaine de proximité de France Télévisions émettant en Bourgogne. | 29 octobre 1965   |
| Nord-Ouest          |      | France 3 Bretagne Antenne métropolitaine de proximité de France Télévisions émettant sur la région Bretagne. | 2 février 1964    |
| Nord-Ouest          |      | France 3 Centre-Val de Loire Antenne métropolitaine de proximité de France Télévisions émettant sur la région Centre-Val de Loire. | 21 juin 1965      |
| Nord-Est            |      | France 3 Champagne-Ardenne Antenne métropolitaine de proximité de France Télévisions émettant sur une partie de la région Grand Est : dans les Ardennes, l'Aube, la Marne et la Haute-Marne.                                                                     | 25 février 1965   |
| Corse               |      | France 3 Corse Antenne métropolitaine de proximité de France Télévisions émettant sur la collectivité territoriale de Corse. | 16 décembre 1982  |
| Sud-Est             |      | France 3 Côte d'Azur Antenne métropolitaine de proximité de France Télévisions émettant en région Provence-Alpes-Côte d'Azur sur le département des Alpes-Maritimes et la moitié est du Var.                                                                     | 1er février 1964  |
| Nord-Est            |      | France 3 Franche-Comté Antenne métropolitaine de proximité de France Télévisions émettant en Franche-Comté. | 29 octobre 1965   |
| Sud-Ouest           |      | France 3 Languedoc-Roussillon Antenne métropolitaine de proximité de France Télévisions émettant dans une partie de la région Occitanie. | 4 janvier 2010    |
| Sud-Ouest           |      | France 3 Limousin Antenne métropolitaine de proximité de France Télévisions émettant en région Nouvelle-Aquitaine, dans les départements limousins de la Creuse, de la Corrèze et de la Haute-Vienne.                                                            | 1er novembre 1965 |
| Nord-Est            |      | France 3 Lorraine Antenne métropolitaine de proximité de France Télévisions émettant dans une partie de la région Grand Est, dans les départements lorrains de Meurthe-et-Moselle, Meuse, Moselle et Vosges                                                      | 12 décembre 1963  |
| Sud-Ouest           |      | France 3 Midi-Pyrénées Antenne métropolitaine de proximité de France Télévisions émettant dans une partie de la région Occitanie. | 6 décembre 1964   |
| Nord-Est            |      | France 3 Nord-Pas-de-Calais Antenne métropolitaine de proximité de France Télévisions émettant dans une partie de la région Hauts-de-France. | 10 avril 1950     |
| Nord-Ouest          |      | France 3 Basse-Normandie Antenne métropolitaine de proximité de France Télévisions émettant sur la région Normandie. | 1966              |
| Nord-Ouest          |      | France 3 Haute-Normandie Antenne métropolitaine de proximité de France Télévisions émettant sur la région Normandie. | 27 novembre 1964  |
| Nord-Ouest          |      | France 3 Paris Île-de-France Antenne métropolitaine de proximité de France Télévisions émettant en région Île-de-France. | 30 janvier 1964   |
| Nord-Ouest          |      | France 3 Pays de la Loire Antenne métropolitaine de proximité de France Télévisions émettant en région Pays de la Loire. | 2 février 1964    |
| Nord-Est            |      | France 3 Picardie Antenne métropolitaine de proximité de France Télévisions émettant dans une partie de la région Hauts-de-France. | 10 avril 1967     |
| Sud-Ouest           |      | France 3 Poitou-Charentes Antenne métropolitaine de proximité de France Télévisions émettant en région Nouvelle-Aquitaine dans les départements de la Charente, la Charente-Maritime, des Deux-Sèvres et de la Vienne.                                           | 4 janvier 2010    |
| Sud-Est             |      | France 3 Provence-Alpes Antenne métropolitaine de proximité de France Télévisions émettant en région Provence-Alpes-Côte d'Azur sur les départements des Bouches-du-Rhône, du Vaucluse, des Alpes-de-Haute-Provence, des Hautes-Alpes et la moitié ouest du Var. | 20 septembre 1954 |
| Sud-Est             |      | France 3 Rhône-Alpes Antenne métropolitaine de proximité de France Télévisions émettant en région Auvergne-Rhône-Alpes sur les départements du Rhône,de la Loire, de la Drôme, de l' Ardèche et de l' Ain.                                                       | 8 novembre 1954   |

Aux vingt-quatre antennes de proximité s’ajoutent une quarantaine de bureaux permanents produisant un journal quotidien de sept minutes en semaine, en complément des éditions régionales. Par ailleurs, France 3 Régions basée dans le neuvième arrondissement de Lyon crée des programmes nationaux destinés aux abonnés du satellite qui sont diffusés pendant les périodes de décrochage régionaux.
Les antennes de proximité de France 3 diffusent également des émissions en langues régionales : en basque et en occitan sur France 3 Aquitaine, en catalan et en occitan sur France 3 Midi-Pyrénées et France 3 Languedoc-Roussillon, en occitan (provençal) sur France 3 Provence-Alpes, en occitan (auvergnat) sur France 3 Auvergne, en corse sur France 3 Corse, en breton sur France 3 Bretagne et en alsacien, et parfois en allemand avec sous-titrage (Triangle) sur France 3 Alsace.
France 3 diffuse ainsi pendant ses grands journaux (le 12/13 et le 19/20) des éditions régionales accompagnées d’émissions hebdomadaires développant des thèmes proches des téléspectateurs : art de vivre local, politique régionale, vie des cités de banlieue. Cette particularité de la chaîne a permis à son 19/20 de résister longtemps en termes d’audience face aux programmes des chaînes privées. Elle n’a cependant plus l’exclusivité de l’information régionale. En effet, les chaînes privées françaises développent depuis une décennie — à un niveau moindre cependant — l’actualité locale dans le cadre de leurs sessions d’information : collaboration de TF1 et M6 avec des quotidiens locaux, reportages du JT de 13 heures de TF1 et de France 2, éditions locales du 6 minutes sur M6…
L'ensemble du réseau régional de France 3 diffuse en HD native que ce soit au niveau des plateaux ou des reportages. France 3 Auvergne est la dernière station régionale à migrer dans cette définition le 22 août 2021. Il aura fallu en tout 4 ans, depuis les premiers essais à France 3 Franche-Comté en 2017, pour mettre à jour les infrastructures des stations régionales.
Exceptionnellement, du 17 mars au 1er juin 2020 inclus, les éditions régionales ont été modifiées pour répondre à l'obligation de confinement et de réduction des effectifs. Ainsi, à l'exception des éditions régionales Île de France et Corse, les autres éditions ont été regroupées par régions, à savoir :
- Édition Grand Est sur les antennes de France 3 Alsace, France 3 Lorraine et France 3 Champagne-Ardennes.
- Édition Hauts-de-France sur France 3 Nord-Pas-de-Calais et France 3 Picardie.
- Édition Occitanie pour France 3 Languedoc-Roussillon et France 3 Midi-Pyrénées.
- Édition Nouvelle-Aquitaine pour France 3 Aquitaine, France 3 Limousin et France 3 Poitou-Charentes.
- Édition Normandie pour France 3 Haute-Normandie et France 3 Basse-Normandie.
- Édition Bourgogne-Franche-Comté pour France 3 Bourgogne et France 3 Franche-Comté.
- Édition Auvergne-Rhône-Alpes pour France 3 Auvergne, France 3 Rhône-Alpes et France 3 Alpes.
- Édition Provence-Alpes-Côte d'Azur pour France 3 Provence-Alpes et France 3 Côte d'Azur.
- Et une entité spéciale a été créée pour l'occasion, à titre exceptionnel, une édition Grand Ouest, regroupant les régions Centre-Val de Loire, Pays de la Loire, ainsi que la Bretagne. Pour cette entité spéciale, le choix de la rédaction de se rapprocher de celles du Val de Loire (Centre-Val de Loire + Pays de la Loire) correspond à un prolongement des stations selon la culture de ces régions, plutôt que la Normandie ou l'absence de rédaction.

Outre les trois journaux nationaux (le 12/13, le 19/20 et Soir 3) et l’édition des régions France 3 diffuse quotidiennement :
24 éditions régionales des 12/13, 19/20 et Soir 3 :
- Alpes
- Alsace
- Aquitaine
- Auvergne
- Bourgogne
- Bretagne
- Centre-Val de Loire
- Champagne-Ardenne
- Corse
- Côte d'Azur
- Franche-Comté
- Languedoc-Roussillon
- Limousin
- Lorraine
- Midi-Pyrénées
- Nord Pas-de-Calais
- Basse-Normandie
- Haute-Normandie
- Paris Île-de-France
- Pays de la Loire
- Picardie
- Poitou-Charentes
- Provence-Alpes
- Rhône-Alpes

44 éditions locales du 19/20 :
- Ariège / Foix
- Atlantique / La Rochelle
- Baie de Seine / Le Havre
- Berry
- Brive
- Bordeaux-Métropole
- Caen-Métropole
- Champagne info
- Cherbourg 7 jours en Cotentin (hebdomadaire)
- Clermont soir
- Pays de Corrèze / Brive
- Côte d'Opale
- Côte varoise / Toulon
- Estuaire / Nantes
- Euskal Herri / Pays basque
- Grand Lyon
- Grenoble
- Haute-Alsace
- Haute-Bretagne
- Iroise / Brest
- Lille Métropole
- Limoges
- Maine
- Marseille
- Metz
- Montpellier
- Nancy
- Nice
- Nord Franche-Comté
- Orléans Loiret
- Pays Gardois / Nîmes
- Pau Sud-Aquitaine
- Périgords
- Quercy-Rouergue / Rodez
- Rouen-Métropole
- Pays Catalan / Perpignan
- Saint-Étienne
- Strasbourg Deux-rives
- Sud Bourgogne
- Tarbes
- Tarn / Albi et Castres
- Toulon
- Toulouse
- Touraine Val de Loire

6 éditions en langues régionales :
- Alsacien : Rund Um
- Basque : Euskal Herri + certains reportages
- Breton : An Taol Lagad
- Catalan : Viure al Pais
- Corse : Noï, Corsica
- Occitan (languedocien) : Edicion Occitana
- Occitan (provençal) : Prouvençau